# 田村健人
田村　健人（たむら　けんと、1994年（平成6年）5月22日 - ）は、日本のトレイルランニング競技者。ウルトラトレイル・マウントフジKAI、奥信濃50kmで優勝。2024年アジア太平洋選手権日本代表。